# Супутник зв'язку

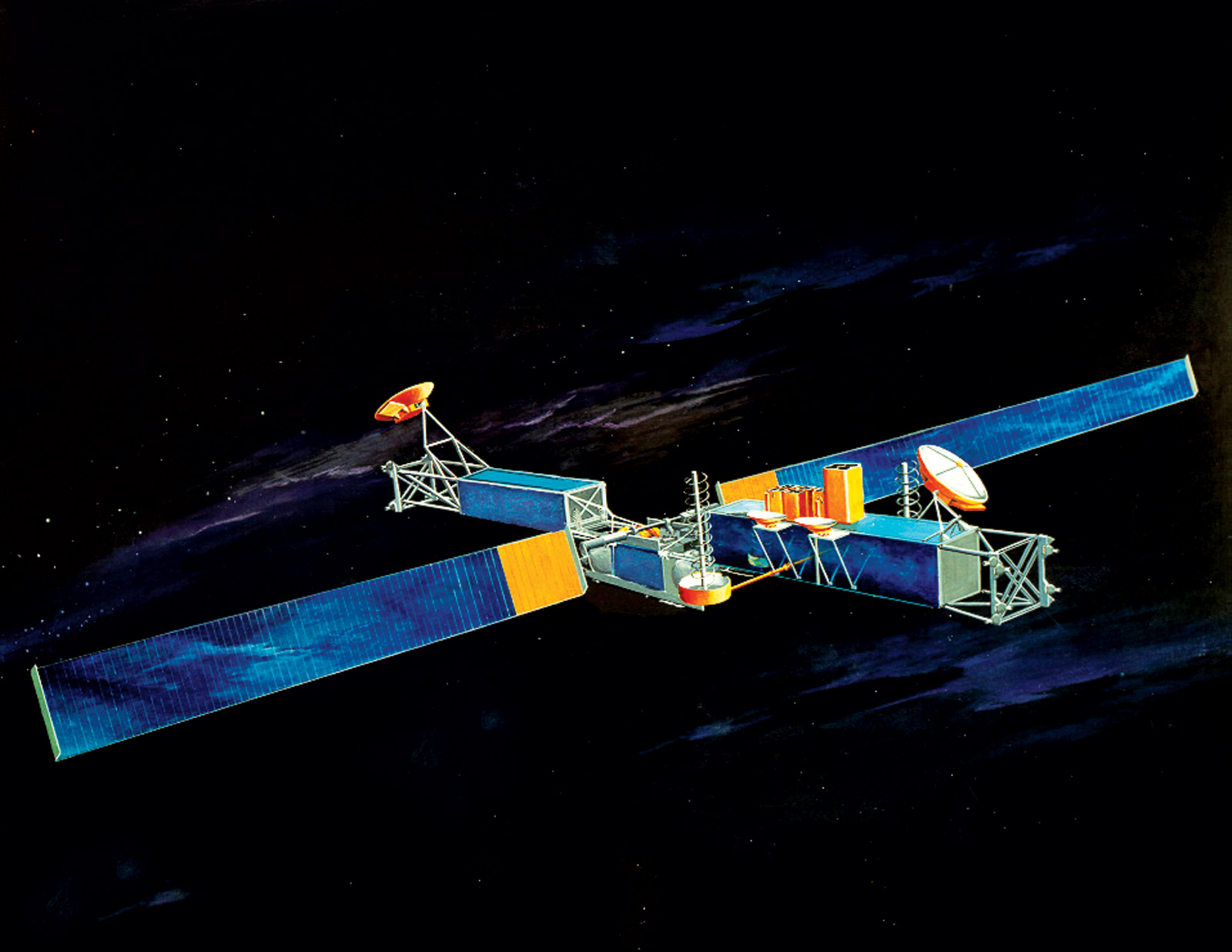
Супутник зв'язку Збройних сил США MILSTAR

Супутник зв'язку — штучний супутник Землі, спеціалізований для ретрансляції радіосигналу між точками на поверхні землі, що не мають прямої видимості.
Супутник зв'язку, приймає спектр частот з сигналами наземних станцій, спрямованих на нього, посилює і випромінює назад на Землю.
Зона, в якій можливий прийом супутникового сигналу, називається зоною покриття. Зона покриття визначається положенням на орбіті, орієнтацією і технічними характеристиками супутника.
Застосовуючи різні модуляції, через супутник можна передавати як цифрову інформацію, так і аналогові сигнали.
Більшість супутників мають кілька радіопередавачів - транспондерів, кожен з яких покриває певну смугу частот. Також, транспондери розрізняються  поляризацією і діапазоном (C або K  u ) з якими вони працюють.
Супутники розміщуються в трьох зонах, обумовлених існуванням поясів Ван Аллена. геостаціонарні супутники підносяться над Землею на висоті 35786 км, середньовисотні супутники займають діапазон від 5000 до 15000 кілометрів, для покриття всієї земної поверхні таких супутників потрібно близько 10, такі супутники знайшли застосування в системі GPS; завершують класифікацію низькоорбітальні супутники, яких для покриття зв'язком всієї Землі потрібно не менше п'ятдесяти.

## Недоліки супутникового зв'язку
- Висока латентність (затримка) сигналу, обумовлена часом проходження електромагнітної хвилі відстані до орбіти супутника. Наприклад до високоорбітальних супутника на орбіті 35786 км, сигнал йде 119 мс (зі швидкістю світла), що означає затримку проходження сигналу між двома наземними станціями порядку 239 мс (і затримку інтерактивного відповіді на сигнал — близько 477 мс)
- Неминучість періодичної інтерференції сигналу при перетині супутником лінії наземна станція — Сонце
- Необхідність стеження наземної станції за супутниками, які мають негеостаціонарні орбіти

## Місяць як супутник зв'язку
Можна організувати радіозв'язок, приймаючи відбитий від Місяця радіосигнал. При цьому Місяць повинен бути видимий і в точці передачі, і в точці прийому сигналу. Такий зв'язок використовується військовими і радіоаматорами.